# Rättegångskostnad
Rättegångskostnad utgörs av parts egna kostnader och kostnader för eget ombud varav arvode till denne för biträde i allmänhet är den största posten.
I egna kostnader ingår ersättning för parts eget arbete med målet, utlägg for resor och uppehälle och ersättning till vittnen och sakkunniga som part åberopat. Smärre kostnader som ansökningsavgift och ibland lösen av dom eller ersättning till domstol för kopior eller utskrifter kan förekomma.
Anlitat ombud kan förutom arvode få ersättning för resa, logi, fördyrade levnadskostnader vid rättegång på annan ort samt ersättning till biträde om det varit nödvändigt.
I de flesta länder ingår kostnader för domare, domstolspersonal, kostnad för lokaler mm inte i rättegångskostnaderna då i allmänhet alla moderna rättsstater tillhandahåller rättsapparaten fritt. Annat var det i äldre tider då sportler kunde utgå för vissa av domare tillhandahållna tjänster.
Vid skiljeförfaranden inräknas dock skiljenämndens kostnader i rättegångskostnaderna.
I allmänhet prövar en domstol och en skiljenämnd rättegångskostnaderna i samband med prövningen av parternas talan i domstolen. Dels prövas skäligheten av yrkad ersättning dels prövas hur rättegångskostnaderna ska fördelas mellan parterna.  Avsevärda skillnader föreligger mellan tvistemål och brottmål.

## Tvistemål
Som huvudregel gäller att förlorande part får betala förutom egna rättegångskostnader även vinnande parts kostnader. Undantag förekommer i fall då vinnande part genom försumlig processföring förorsakat onödiga kostnader.

## Brottmål
I brottmål där den tilltalade döms kan domstolen förplikta honom att ersätta statsverket kostnaden helt eller delvis för hans försvar. Vid frikännande dom stannar kostnaderna på statsverket. Har den tilltalade anlitat privat försvarare blir i allmänhet staten skyldig att ersätta honom hans rättegångskostnader.

## England och Wales
Principen att ersätta en part hans rättegångskostnader har gammal tradition i England. Det tycks vara så att Edward I i Statute of Gloucester, 1278, beslöt att en jury kunde besluta att ersätta en vinnande part hans kostnader som ett slags skadestånd.
I England och Wales gäller numera att domaren ska besluta om hur rättegångskostnaderna ska fördelas.
Huvudregeln för fördelning är att förlorande part ska betala även den vinnande partens kostnader. Skälet som anförts är att en tvistande part vare sig han är kärande eller svarande har rätt att anlita ombud och om han är framgångsrik ska han slippa betala ur egen ficka.
I England finns ett rättshjälpssystem. med återbetalningsskyldighet i vissa fall.
Enligt punkt 36.13 i The Civil Procedure Rules 1998 - motsvarar Rättegångsbalkens regler om civilmål - ska part som efter förlikning tillerkänns ersättning också få sina rättegångskostnader ersatta.
Reglerna har analyserats av Sir Rupert Jackson i utredningen Review of Civil Litigation Costs.
Samma regler gäller Storbritannien och för övrigt i allt väsentligt i hela samväldet.

## USA
I USA gäller istället att vardera parten får betala sina egna kostnader. I USA kallas regeln att förlorande part betalar vinnarens kostnader för "The English Rule". I Texas tycks man ha övervägt att övergå till denna regel.
Dåvarande vicepresidenten Dan Quayle har argumenterat för systemet för att det skulle minska ett ohämmat processande och ge mindre bemedlade parter möjlighet att driva rättegångar.
Advokatkostnaderna kan debiteras efter nedlagd tid, som ett avtalat fast pris eller som contingent fee, det vill säga som en viss procent av tvisteföremålets värde. Advokaten erhåller då ingenting om målet förloras. 
Timtaxan i USA varierar från 150 $ per timme till 1 000 $ som debiteras av de största advokatfirmorna. 

## Sverige
Den centrala lagstiftningen är Rättegångsbalken.

### Civilmål
I dispositiva tvistemål är huvudregeln att förlorande part - förutom egna rättegångskostnader - ska ersätta vinnande part hans rättegångskostnader fullt ut. 
Undantag gäller för de fall då vinnande part utan anledning startat en rättegång eller varit försumlig under rättegången.
I indispositiva mål, till exempel äktenskapsmål och faderskapsmål, kan rätten förordna att vardera parten får stå för sina kostnader.
Avvisas parts talan, anses parten som tappande.
Avskrivs mål på grund av att part återkallat sin talan eller uteblivit, ska han ersätta motparten hans rättegångskostnad.
Förlikas parterna, ska vardera parten normalt bära sin kostnad. Har part anlitat ombud som varit försumligt kan ombudet bli solidariskt skyldigt att betala rättegångskostnaderna.
I småmål är kostnaderna begränsade enligt bestämmelser i 18 kap 8 a § rättegångsbalken.
Part som vill ha kostnaderna ersatta ska framställa sitt yrkande innan handläggningen avslutats.

### Brottmål
Döms den tilltalade för brottet i ett mål där åklagaren för talan, ska den tilltalade ersätta staten för vad som betalats av allmänna medel i ersättning till försvarare. Ersättningen ska begränsas enligt reglerna om ersättning till rättshjälpsbiträde enligt rättshjälpslagen. Ersättningen kan också jämkas.
Frikänns den tilltalade i mål, där åklagaren för talan, eller avvisas eller avskrivs åtal som väckts av åklagaren, kan rätten besluta att den tilltalade ska få ersättning av allmänna medel för sina kostnader för försvarare, rådgivning och bevisning.
Målsägande som utan skäl gjort angivelse eller på annat sätt föranlett allmänt åtal, kan förpliktas att ersätta staten dess kostnader i målet.

### Miljömål
Reglerna i 18 kap. RB om rättegångskostnad i tvistemål är tillämpliga i stämningsmål. 
Som huvudregel gäller enligt 18 kap. 1 § RB att den part som förlorar ska betala den vinnande partens kostnader.
Det finns dock ett antal undantag och särregler beträffande ansvar för rättegångskostnader, till exempel i ersättningsmål enligt 31 kap Miljöbalken och i fastighetsmål som avser inlösen eller intrång beträffande mark. Rättens kostnader för syn stannar på staten enligt 39 kap 4 § Rättegångsbalken. Detsamma gäller rättens kostnader för sammanträdeslokaler och liknande.

## Rättsfall
- Den 7 juli 2007 stämdes uppfinnaren Håkan Lans och hans företag Uniboard AB i Nacka tingsrätt av det amerikanska företaget Gateway Inc., som kräver Lans på drygt 1,6 miljoner dollar. Som grund för talan åberopades en av en amerikansk domare avkunnad dom vari Lans som var kärande och bland andra Gateway var svarande förpliktats att betala båda parters rättegångskostnader. Mer om den rättegången kan man läsa i en artikel på  webbsidan   http://www.mobergpublications.se/liberal/lans.htm. Det finns inget avtal mellan USA och Sverige om verkställighet av domar på samma sätt som till exempel regleras i den nya Luganokonventionen.[23] Trots detta fastställde Nacka tingsrätt i mellandom att den i USA meddelade domen kunde verkställas mot Lans i Sverige. Detta skedde trots att Svea hovrätt har exklusiv rätt att besluta om verkställighet av utländska domar.[24] Efter beslut av Högsta domstolen har målet återvisats till Nacka tingsrätt for ny handläggning.